# Langbahn-Weltmeisterschaft 2020
Die Langbahn-Weltmeisterschaft 2020 war die 50. Auflage der FIM-Speedway-Langbahn-Weltmeisterschaft.
Die Weltmeisterschaft sollte mehrere Rennen umfassen. Aufgrund der COVID-19-Pandemie konnten jedoch nur zwei Rennen ausgetragen werden, beginnend in Morizès in Frankreich bis zum finalen Lauf in Rzeszów in Polen.
Lukas Fienhage aus Deutschland gewann den Weltmeistertitel vor Kenneth Kruse Hansen aus Dänemark, nachdem er einmal einen Grand Prix gewann und einmal Zweiter wurde.
Mathieu Trésarrieu war als Dritter ebenfalls auf dem Podium. Vierter wurde Zach Wajtknecht aus England.

## Qualifikation
Die Teilnehmer qualifizierten sich entweder über die Meisterschaft aus dem Jahr 2019, die Longtrack Challenge oder sie erhielten eine Wild Card von der FIM.

## Veranstaltungsorte
| Rennen | Datum         | Veranstaltungsort | Sieger               |
| ------ | ------------- | ----------------- | -------------------- |
| 1      | 5. September  | Morizès           | Lukas Fienhage       |
| 2      | 26. September | Rzeszów           | Kenneth Kruse Hansen |

## Endklassement
| Pos. | Nr. | Fahrer               | Runde 1 | Runde 2 | Gesamt |
| ---- | --- | -------------------- | ------- | ------- | ------ |
| 1    | 125 | Lukas Fienhage       | 25      | 22      | 47     |
| 2    | 333 | Kenneth Kruse Hansen | 12      | 25      | 37(*)  |
| 3    | 56  | Mathieu Trésarrieu   | 22      | 15      | 37(*)  |
| 4    | 125 | Zach Wajtknecht      | 15      | 17      | 32     |
| 5    | 666 | Romano Hummel        | 19      | 11      | 30     |
| 6    | 115 | Theo Pijper          | 17      | 9       | 26     |
| 7    | 93  | James Shanes         | 9       | 12      | 21     |
| 8    | 31  | Max Dilger           | 11      | 8       | 19     |
| 9    | 15  | Stanisław Burza      |         | 19      | 19     |
| 10   | 37  | Chris Harris         | 8       | 10      | 18     |
| 11   | 444 | Josef Franc          | 10      | 1       | 11     |
| 12   | 42  | Stephan Katt         | 5       | 3       | 8      |
| 13   | 16  | Martin Malek         | 3       | 2       | 5      |
| 14   | 30  | Thomas H. Jonasson   |         | 5       | 5      |
| 15   | 27  | Stephane Tresarrieu  | 4       |         | 4      |
| 16   | 95  | Jesse Mustonen       |         | 4       | 4      |
| 17   | 104 | Gaetan Stella        | 2       | 0       | 2      |
| 18   | 15  | Jerome Lespinasse    | 1       |         | 1      |
| 19   | 16  | Gabriel Dubernard    | NRS     |         | 0      |
| 20   | 17  | Steven Goret         | NRS     |         | 0      |
| 21   | 17  | Zdenek Holub         |         | NSR     | 0      |

Hinweis: (*) Kenneth Kruse Hansen besiegte Mathieu Trésarrieu in einem Rennen um Platz 2.